# Certosa di Toirano
Il complesso dei monaci certosini e della chiesa di San Pietro in Vincoli è stato un luogo di culto cattolico situato nella località di Certosa nel comune di Toirano, in provincia di Savona. La chiesa è ubicata sul versante orografico sinistro del torrente Varatella.

## Storia e descrizione
Il complesso fu eretto nel 1495 quando i monaci certosini si trasferirono dall'antica abbazia di San Pietro in Varatella ubicata sul sovrastante monte San Pietro. Sul terreno della costruenda certosa già insistevano costruzioni di proprietà della stessa abbazia che, ad opera terminata, furono poi inglobati nella struttura.
Ampliata nel corso del XVI e XVII secolo, la certosa di Toirano venne definitivamente abbandonata e poi parzialmente demolita al principio del XIX secolo in seguito alla soppressione degli Ordini Religiosi avvenuta nel 1798 con l'avvento della Repubblica Ligure.
Del complesso, semi smantellato tra il 1810 e il 1814 durante il Primo Impero francese dopo l'allontanamento dell'ordine certosino, rimane il campanile risalente al 1564, sovrastato da una cupola ottagonale poggiante su tamburo e la sottostante chiesa semi diroccata a navata unica. Presso il cortine d'ingresso dell'ex monastero, che fino al 1627 costituiva il sagrato piazzale della chiesa, quando quest'ultimo edificio era rivolto con la facciata a settentrione, vi è la presenza di una piccola loggia in stile rinascimentale sostenuta da marmoree colonne.